# Zaburzenie eksplozywne przerywane
Zaburzenie eksplozywne przerywane (ang. Intermittent explosive disorder, IED) – zaburzenie psychiczne charakteryzujące się nieproporcjonalnymi wybuchami gniewu w stosunku do sytuacji, która je sprowokowała (np. impulsywne krzyczenie sprowokowane przez stosunkowo błahe wydarzenia). Impulsywna agresja jest definiowana jako nieproporcjonalna i nierozmyślna reakcja na prawdziwą bądź postrzeganą jako prawdziwa prowokację. Niektóre jednostki obserwują zmiany emocjonalne poprzedzające wybuch agresji (np. napięcie emocjonalne, zmiany nastrojów, zmiany poziomów energii).
Zaburzenie jest obecnie sklasyfikowane w Diagnostic and Statistical Manual of Mental Disorders (DSM-5) wydawane przez Amerykańskie Towarzystwo Psychologiczne. Samo zaburzenie nie jest łatwe do zdefiniowania i często sugeruje istnienie chorób współistniejących, w szczególności zaburzeń dwubiegunowych. Jedna trzecia osób, u których zdiagnozowano IED zgłaszają krótkotrwałe wybuchy złości (trwające krócej niż godzinę), którym towarzyszą różne objawy fizjologiczne (pocenie się, jąkanie, ucisk w klatce piersiowej, skurcze, kołatanie serca). Aktom agresji często towarzyszy uczucie ulgi, a w niektórych przypadkach przyjemności, z często następującymi wyrzutami sumienia.

## Diagnozowanie zaburzenia eksplozywnego przerywanego
Obecne kryteria diagnostyczne DSM-5 zaburzenia eksplozywnego przerywanego to powtarzające się wybuchy, które wykazują na niezdolność do kontrolowania impulsów, w tym którekolwiek następujących:
- agresja słowna (napady złości, kłótnie, walki słowne) lub fizyczna agresja, która występuje dwa razy w tygodniu od co najmniej trzech miesięcy, ale nie prowadzi do zniszczenia mienia lub obrażeń fizycznych (Kryterium A1)
- trzy wybuchy, w których wyniku doszło do uszkodzenia ciała lub zniszczenia mienia w roku (Kryterium A2)
- agresywne zachowanie rażąco nieproporcjonalne do rozmiaru stresorów psychospołecznych (Kryterium B)
- wybuchy nie są przemyślane i nie służą realizacji założonych wcześniej celów (Kryterium C)
- wybuchy powodują niepokój lub upośledzenie funkcjonowania, lub prowadzą do konsekwencji finansowych i prawnych (Kryterium D)
- pacjent jest wieku ponad 6 lat (Kryterium E)
- powtarzające się wybuchy nie mogą być wyjaśnione przez inne zaburzenia psychiczne i nie są wynikiem innego zaburzenia lub stosowania substancji chemicznych (Kryterium F)

Ważne jest, aby zauważyć, że DSM-5 zawiera dwa odrębne kryteria dla różnych rodzajów agresywnych wybuchów (A1 i A2), które mają poparcie empiryczne:
- kryterium A1: epizody werbalnej agresji i/lub nie powodującej zniszczeń ani obrażeń przemocy fizycznej, które występują przeciętnie dwa razy w tygodniu przez okres trzech miesięcy; obejmują one między innymi napady złości, kłótliwość, słowne tyrady i walki lub ataki nie skutkujące uszkodzeniami ciała, ani mienia; kryterium to obejmuje wybuchy o wysokiej częstotliwości i niskiej intensywności
- kryterium A2: charakteryzujące bardziej destrukcyjne i agresywne zachowania, które występują rzadziej (średnio trzy razy w okresie dwunastu miesięcy); mogą to być: zniszczenie mienia bez względu na jego wartość lub fizyczną napaść na zwierzę, bądź osobę; kryterium to obejmuje wybuchy o wysokiej intensywności i niskiej częstotliwości